# وین (اکلاهما)
وین(به انگلیسی: Wayne) شهری در ایالت اکلاهما کشور ایالات متحده آمریکا است که جمعیت آن در سرشماری سال ۲۰۱۰ میلادی، ۶۸۸ نفر بوده‌است.